# Amina Benabderrahmane
Amina Benabderrahmane (ur. 24 czerwca 1991) – algierska zapaśniczka walcząca w stylu wolnym.  Wicemistrzyni Afryki w 2016, a trzecia w 2017. Druga na mistrzostwach śródziemnomorskich w 2016 roku.